# Disparition d'Ames Glover
 (septembre 2023).
Ames Glover est un jeune enfant anglais, né le 21 août 1989, qui a disparu le 5 février 1990 à l'âge de cinq mois du siège arrière de la voiture de son père dans l'ouest de Londres.
Aucune trace de lui n'a jamais été retrouvée.

## Circonstances
Le père d'Ames, Paul Glover, a signalé à la police qu'il avait laissé son fils sur le siège arrière de sa voiture à Southall pendant environ vingt minutes alors qu'il se rendait d'abord à un distributeur de billets puis dans un restaurant de nourriture à emporter. À son retour, Ames a disparu.

## Enquêtes policières

### Enquête initiale et controverse
Plus de 2 000 personnes, dont les parents d'Ames, ont été interrogées par la police au sujet de sa disparition, mais aucune accusation n'a été portée et aucune piste solide sur ce qui lui était arrivé n'a été découverte.
La conduite de l'affaire par la police a été critiquée à l'époque et par la suite. Des informations sur la situation familiale d'Ames (ses parents étaient séparés au moment de sa disparition et il figurait sur un « registre des enfants à risque ») ont été transmises aux médias par la police et il semble probable que cela ait conduit à ce que l'affaire soit beaucoup moins médiatisée que d'autres disparitions d'enfants survenues à la même époque. Le racisme enraciné dans les médias et les attitudes du public ont également été mis en cause. Écrivant sur l'affaire dans L'Independent plus de vingt ans après la disparition d'Ames, Philip Hensher a déclaré « qu'il était plus difficile de faire une bonne histoire à partir d'un enfant noir disparu qu'à partir d'un enfant aux cheveux blonds et aux yeux bleus ».

### Réouverture de l'affaire
Sous la pression de la mère d'Ames, Shanika Ondaatjie, l'affaire a été rouverte en 2002 sous le contrôle des forces d'intervention de Scotland Yard, chargées des crimes raciaux et violents,. En 2003, des policiers se sont rendus au Ghana, en Afrique de l'Ouest, à la suite d'une information selon laquelle Ames aurait été emmené dans ce pays. Une récompense a été offerte pour toute information, mais les recherches se sont révélées infructueuses. Les tests ADN effectués sur deux jeunes Ghanéens cités dans le cadre de l'affaire se sont révélés négatifs. Depuis lors, des appels périodiques ont été lancés pour obtenir de nouvelles informations, mais aucun progrès significatif n'a été enregistré.
En 2020 l'affaire reste ouverte, Shanika Ondaatjie déclarant : « Bien que j'aie essayé de passer à autre chose, il y aura toujours une partie de moi qui ne le pourra pas. J'ai besoin de savoir ce qui est arrivé à Ames ».